# Incident de Ballinglass
L' Incident de Ballinglass (Ballinglass Incident) désigne une expulsion de paysans irlandais pendant la Grande Famine (1845-1849).
Depuis l'acte d'Union de 1800, l'Irlande était intégrée dans le Royaume-Uni, et la majeure partie des terres en Irlande appartenait à de grands propriétaires anglais. Les paysans irlandais étaient des locataires, produisant des céréales, des pommes de terre et du bétail. Mais seules les pommes de terre restaient comme nourriture pour les paysans eux-mêmes ; les autres produits servaient à payer le loyer et étaient exportés d'Irlande vers l'Angleterre. Ces exportations continuèrent même quand la récolte de pomme de terre de 1845 fut désastreuse. Des paysans qui ne pouvaient pas payer le loyer dans cette situation ont été expulsés de leurs maisons et de leur terre. Des dizaines de milliers d'entre eux ont été expulsés pendant la famine.

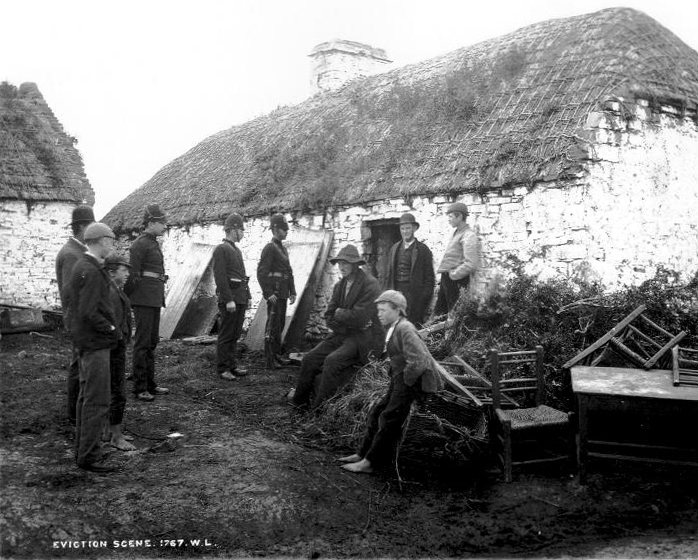
Expulsion en Irlande autour de 1879 (Land War).

Les 300 habitants du village de Ballinglass dans le comté de Galway étaient relativement « riches » et pouvaient payer leur loyer. Ils furent malgré tout expulsés le 13 mars 1846 parce que la propriétaire britannique, Mme Gerrard, voulait établir une ferme de pâturage à l'emplacement du village. Les maisons de Ballinglass furent démolies par l'armée et la police. Le premier soir, leurs habitants ont dormi dans les ruines mais le lendemain, la police et l'armée revinrent pour les expulser définitivement.

## Source
- (en) Cecil Woodham-Smith, The Great Hunger. Ireland 1845-1849  (ISBN 0-14-014515-X) (p. 71-72).
- (fr) Guide Irlande, « Le Ballinglass Incident - Expulsions lors de la Grande Famine - Guide Irlande.com », Guide Irlande.com,‎ 2017 (lire en ligne, consulté le 25 octobre 2017).